# Karl Wernicke
Karl Wernicke (* 17. April 1896 in Leipzig; † 6. Dezember 1976 ebenda) war ein deutscher Maler und Grafiker, vor allem Buchillustrator.

## Leben und Werk
Über die Ausbildung und die frühen Jahre Wernickes wurden keine Informationen gefunden. Er arbeitete in Leipzig als freischaffender Maler und Grafiker, insbesondere als Illustrator. Das Adressbuch verzeichnet ihn 1943 als Kunstmaler in der Seffnerstraße 21. Das Haus fiel 1943 dem Bombardement der Stadt zum Opfer.
Wernicke nahm als Soldat der Wehrmacht am Zweiten Weltkrieg teil und arbeitete danach wieder in Leipzig vor allem als Illustrator.  Er trat der Gewerkschaft 17, Sparte bildende Kunst bei und wurde Mitglied des Verbands Bildender Künstler der DDR. Tafelbilder, die er in der DDR schuf, zeigen ihn als typischen Vertreter des sozialistischen Realismus.

## Werke (Auswahl)

### Tafelbilder
- Junge Aktivistinnen (Öl, um 1951)[1]
- Meine Maschine und ich (Öl, 1952)[2]
- Neuerer (vermutlich Entwurfsarbeit, Tempera, 1952)[3]

### Buchillustrationen
- Fritz Müller-Partenkirchen: Bahn frei! Geschichten von deutscher Arbeit. Staackmann Verlag, Leipzig 1939
- Walter Schimmel-Falkenau: Wir Zwei. Eine Liebesbrevier. Hesse & Becker Verlag Leipzig, um 1940
- Walter Schimmel-Falkenau: Geliebte Frau Bekenntnis zu Dir. Hesse & Becker Verlag, Leipzig, 1940 (künstlerische Gesamtausstattung)
- Nikolai Ljesskow: Das Schreckgespenst. Das Tier. Karl Rauch Verlag, Leipzig, 1940
- Ines Angelika Mosig: Mein lieber Mann! Feldpostbriefe einer jungen Frau. Buchverlag Arwed Strauch, Leipzig, 1941
- Hermann Walter Kaden: Krone des Lebens. Novellen um Liebe. Verlag Otto Janke, Leipzig, 1944
- Gottfried Keller: Die Leute von Seldwyla. Erster Band. Volk und Buch, Leipzig, 1947
- Gottfried Keller: Trinkt o Augen. Ausgewählte Selbstzeugnisse, Briefe und Gedichte. Bibliographisches Institut, Leipzig, vor 1953
- Hans Albert Förster: Der weiße Weg. Forscher erobern die Arktis. Brockhaus-Verlag, Leipzig, 1954
- Herbert Butze: Zauberstoff der Tropen. Die abenteuerliche Geschichte des Kautschuks. Jugendbuchverlag Ernst Wunderlich, Leipzig, 1955
- Ruth Kraft: Schnick-schnack Dudelsack. Alte und neue Kinderreime sehr hübsch illustriert von Karl Wernicke. Abel und Müller Verlag, Leipzig, 1961

## Ausstellungen (mutmaßlich unvollständig)
- 1948: Leipzig ("Leipziger Kunstausstellung")[4]

- 1951/1952: Berlin, Museumsbau am Kupfergraben („Künstler schaffen für den Frieden“)
- 1956 und 1962: Leipzig, Bezirkskunstausstellungen